# Quartärstruktur

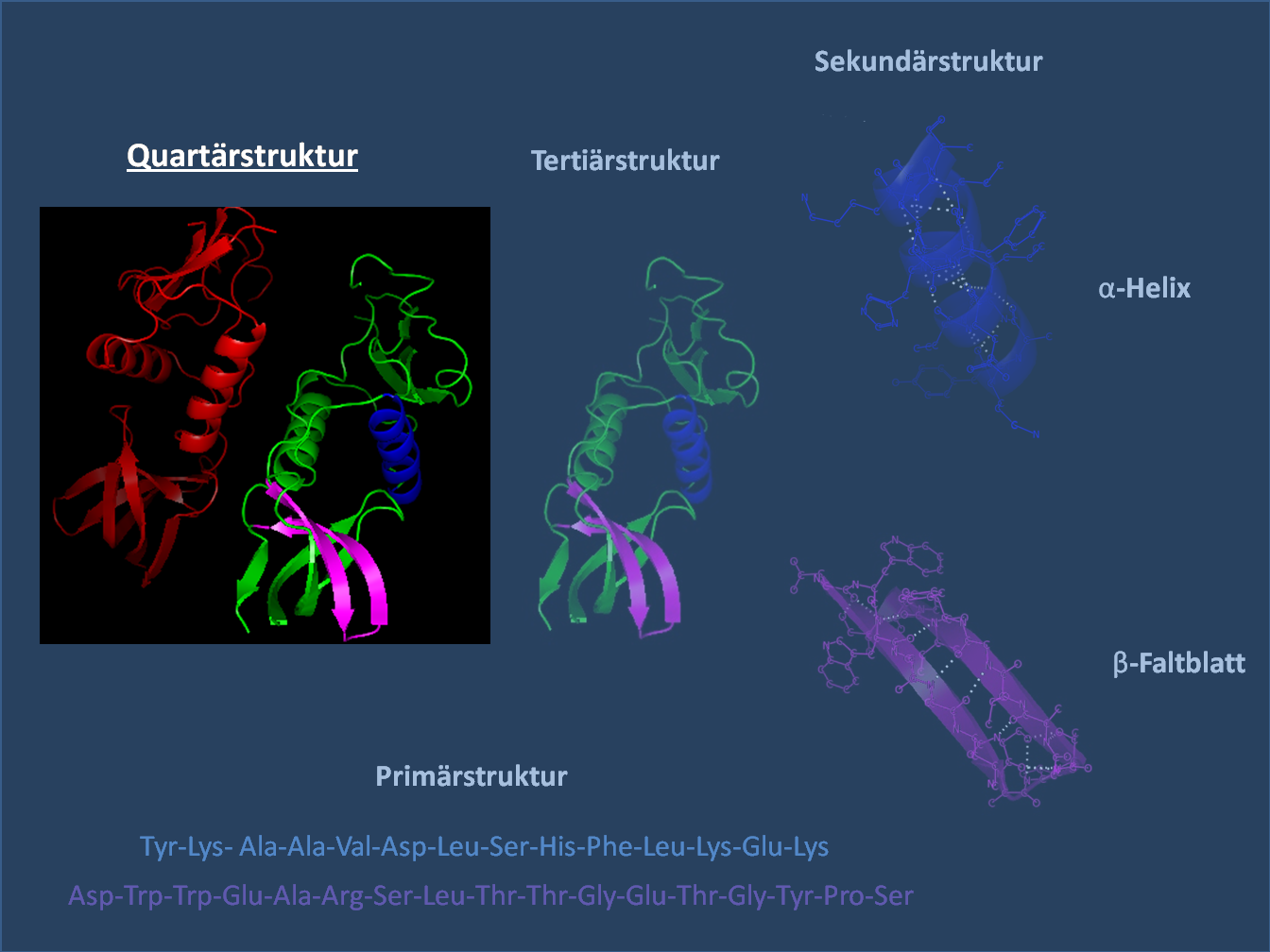
Darstellung der Strukturebenen der Proteinfaltung mit Fokus auf die Quartärstruktur anhand des Proteins 1EFN

Eine Quartärstruktur bezeichnet in der Biochemie die definierte Anordnung von zwei oder mehr Makromolekülen mit jeweiliger Tertiärstruktur, die durch Wasserstoffbrücken, Van-der-Waals-Kräfte und ionische Bindungen zusammengehalten werden.
Quartärstrukturen aus gleichen oder ähnlichen Untereinheiten werden als Oligomere bezeichnet (oder nach der Zahl der Einheiten als Dimer, Trimer usw.). Ein Beispiel ist Hämoglobin.
Der Quartärstruktur untergeordnete Strukturebenen sind die Primärstruktur, die Sekundärstruktur und die Tertiärstruktur. Diese Einteilung der Struktur-Hierarchie wurde 1952 von Kaj Ulrik Linderstrøm-Lang vorgeschlagen.

## Proteine
Klassisches Beispiel für Quartärstrukturen sind Proteine, von denen sich viele zu funktionellen Komplexen zusammenlagern und reversibel trennen lassen. Die Assoziation der Untereinheiten erfolgt über hydrophobe Wechselwirkungen. 
Man kann Proteine mit Quartärstruktur unterscheiden in:
- Faserproteine (z. B. Kollagen, Elastin, Keratin)
- globuläre Proteine (z. B. Hämoglobin, Myoglobin, Ribosom)
- Proteinkomplexe